# A Föld után
A Föld után (eredeti cím: After Earth) 2013-ban bemutatott posztapokaliptikus akciófilm, melynek rendezője és társproducere M. Night Shyamalan. A forgatókönyvet szintén Shyamalan írta, Gary Whitta közreműködésével. A boldogság nyomában után ez a második film, amelyben a Will és Jaden Smith apa-fia páros szerepel. Smith az Overbrook Entertainment nevű cégén keresztül a produceri feladatokat is ellátta, a forgalmazást pedig a Columbia Pictures végezte. A film társproducere John Rusk, aki egyben az első rendezőasszisztens is volt (ahogyan Shyamalan számos más filmjében is).
A film a 31. században játszódik, amikor a Föld már régóta elhagyatott, és az emberek konfliktusba kerültek egy titokzatos idegen fajjal. A Ranger Corps nevű békefenntartó szervezet magas rangú tábornokának és fiának történetét meséli el, akik egy űrrepülés során történt incidens után egy ellenséges bolygón (ami maga a Föld) a túlélésért küzdenek.
Az Amerikai Egyesült Államokban 2013. május 31-én mutatták be IMAX-ben. Magyarországon egy héttel később, június 6-án került szinkronizálva a mozikba, az InterCom Zrt. forgalmazásában.

## Cselekmény
A jövőben az emberek lakta Nova Prime bolygón a S'krell idegen faj megpróbálja elfoglalni a bolygót Ursáknak nevezett lényekkel, amelyek a félelem „érzékelésével” vadásznak. A békefenntartó szervezet, a Ranger Corps legyőzi őket a „kísértetjárás” nevű félelemelnyomó technikával, de nem előbb, minthogy az Ursas megöli Senshit, a Rangers vezetőjének, Cypher Raige-nek a lányát. Kitai, Cypher fia, magát okolja Senshi haláláért. Kiképzi magát, hogy Ranger lehessen, mint Cypher, de a jelentkezés során elutasítják. Kitai anyja, Faia meggyőzi Cyphert, hogy vigye el Kitait a visszavonulás előtti utolsó útjára. Repülés közben azonban űrhajójukat elkapja egy aszteroida zápor, aminek következtében kényszerleszállást hajtanak végre a Földön, amelyet az emberek ezer évvel ezelőtt egy környezeti kataklizma miatt evakuáltak.
Cypher mindkét lába eltörik, és a vészjelzés leadására szolgáló fő jelzőfény is megsérül. Cypher utasítja Kitait, hogy keresse meg a hajó farokrészét, amely a légkörbe való belépéskor letört. Odabent van a tartalék jeladó, amivel jelezni tudnak Nova Prime-nak. Cypher átadja Kitainak a fegyverét, egy csuklókommunikátort és hat kapszulát egy olyan folyadékkal, amely fokozza az oxigénbevitelt, hogy a Föld oxigénszegény légkörében is tudjon lélegezni. Cypher figyelmezteti, hogy kerülje a magasan fejlett állat- és növényvilágot, és vigyázzon a heves hőingadozásokkal. Kitai elindul, hogy megkeresse a farokrészt, Cypher pedig a kommunikátoron keresztül irányítja őt.
Számos veszély, amelyre Cypher figyelmeztetett, kerül Kitai útjába, köztük majmok és egy mérges pióca támadása, hőingadozás, valamint két kapszulájának megrongálódása. Miután Cypher elmeséli, hogyan fogta fel a „kísértetjárást”, hogy megölje az Ursákat, Kitai felér egy hegycsúcsra, és Cypher értesül a törött kapszulákról. Mivel tudja, hogy a két kapszulához csak ejtőernyőzéssel juthat el, Cypher megparancsolja Kitainak, hogy mondja le a küldetést, de Kitai ellenszegül a parancsnak, miután egy monológban Cypher otthoni távollétét okolja Senshi haláláért. Kitait elfogja egy nagy ragadozó madár, és a kommunikátora megsérül. Kitai a madárfészekben megvédi a fiókákat a nagymacskákkal szemben, mielőtt egy folyóhoz menekül, ahol egy tutajon elsodródik. Egy álom után, amelyben Senshi-ről álmodik, hőingadozásra ébred, amitől majdnem halálra fagy. Kitai megmenekül, amikor a madár, aki a macskák támadásakor elvesztette fiókáit, feláldozza magát érte.
Kitai eléri a farokrészt, és előkeresi a vészjelzőt, amely nem aktiválódik, mert a légkör blokkolja a jelet. Kitai megtudja, hogy a hajón lévő Ursa megszökött, és megölte a legénység többi tagját. Megtámadja őt, de Kitai képes megölni a Cypher-től tanult „szellem” technikával. Kitai egy vulkán segítségével elsüti a jeladót, és Cypherrel együtt egy mentőcsapat segítségével visszajutnak Nova Prime-ra.

## Szereplők
| Szerep           | Színész         | Magyar hang         |
| ---------------- | --------------- | ------------------- |
| Kitai Raige      | Jaden Smith     | Timon Barna         |
| Cypher Raige     | Will Smith      | Kálid Artúr         |
| Faia Raige       | Sophie Okonedo  | Czirják Csilla      |
| Senshi Raige     | Zoë Kravitz     | Gáspár Kata         |
| McQuarrie        | David Denman    | Barabás Kiss Zoltán |
| Biztonsági főnök | Kristofer Hivju | Zámbori Soma        |
| Ranger           | Gabriel Caste   |                     |
| Bo               | Lincoln Lewis   |                     |
| Pilóta           | Sacha Dhawan    | Tokaji Csaba        |
| Navigátor        | Chris Geere     | Szabó Máté          |

## Díjak és jelölések
| Év   | Díj             | Kategória                        | Jelölt                                                      | Eredmény |
| ---- | --------------- | -------------------------------- | ----------------------------------------------------------- | -------- |
| 2014 | Arany Málna díj | legrosszabb film                 | James Lassiter, Will Smith (Columbia)                       | Jelölve  |
| 2014 | Arany Málna díj | legrosszabb férfi főszereplő     | Jaden Smith                                                 | Elnyerte |
| 2014 | Arany Málna díj | legrosszabb férfi mellékszereplő | Will Smith                                                  | Elnyerte |
| 2014 | Arany Málna díj | legrosszabb filmes páros         | Will Smith és Jaden Smith – apa és fia, a nepotista bolygón | Elnyerte |
| 2014 | Arany Málna díj | legrosszabb rendező              | M. Night Shyamalan                                          | Jelölve  |
| 2014 | Arany Málna díj | legrosszabb forgatókönyv         | M. Night Shyamalan és Gary Whitta, Will Smith ötletéből     | Jelölve  |